# Kali Meehan
Kali Meehan, född 9 mars 1970 i Fiji, är en australisk boxare. Han blev professionell boxare efter en karriär i rugby. Han går under smeknamnet "Checkmate".